# Looe (stacja kolejowa)
Looe – końcowa stacja linii kolejowej Looe Valley Line w mieście Looe, w hrabstwie Kornwalia o znaczeniu regionalnym i turystycznym. 

## Ruch pasażerski
Stacja obsługuje ok. 118 302 pasażerów rocznie (dane za rok 2021/2022). Posiada połączenie wahadłowe z Liskeard (stacja kolejowa), stacją na linii Penzance - Plymouth.

## Obsługa pasażerów
Stacja nie posiada infrastruktury kolejowej - do dyspozycji podróżnych jest jedynie automat biletowy i wiata. Sprzedaż biletów u konduktora w pociągu.

## Atrakcje turystyczne
Stacja jest punktem docelowym tzw. szlaku cydru - specjalnej linii turystycznej z Liskeard. Wzdłuż trasy, malowniczo położonej w dolinie rzeki Looe usytuowane są przystanki, przy których znajdują się puby - tam turyści degustują ten charakterystyczny dla Anglii południowo-zachodniej napój. Informacji o kursach zasięgnąć można na każdym dworcu obsługiwanym przez linię First Great Railway.